# Susan Haskell
Susan Haskell (Toronto, 10 juni 1968) is een Canadese actrice.
Haskell is vooral bekend van haar rol als Marty Saybrooke in de televisieserie One Life to Live waar zij in 348 afleveringen speelde (1992-2011). Voor deze rol heeft zij in 1994 en 2009 een Daytime Emmy Award gewonnen in de categorie Uitstekende Actrice met een Hoofdrol in een Dramaserie.

## Biografie
Haskell begon tijdens haar highschool met modelwerk en acteren in tv-commercials. Na haar highschool ging zij studeren aan de Tuftsuniversiteit in Boston waar zij haar Bachelor of Science haalde in psychobiologie. Tijdens haar studie begon haar liefde voor het acteren te groeien en besloot om actrice te worden. Haskell is ook afgestuurd aan de American Academy of Dramatic Arts in New York waar zij in 1991 haar diploma haalde.
Haskell heeft een relatie waaruit zij twee dochters heeft (2003 en 2007).

## Filmografie

### Films
- 2006 The Good Shepherd – als gaste op diner
- 2004 Guarding Eddy – als Dr. Fields
- 2002 Black Point – als Natalie Travis
- 2001 Dead by Monday – als Karen
- 2001 No Turning Back – als Helen Knight
- 1999 Smart House – als Natalie
- 1996 Mrs. Winterbourne – als Patricia Winterbourne
- 1995 Zoya – als Elizabeth
- 1991 Strictly Business – als Donna
- 1987 The Pink Chiquitas – als Pink Chiquita

### Televisieseries
Uitgezonderd eenmalige gastrollen.
- 1992-2011 One Life to Live – als Marty Saybrooke – 348 afl.
- 1998-2001 JAG – als luitenant commandant Jordan Parker – 8 afl.
- 2000-2001 18 Wheels of Justice – als Maryann Cates – 3 afl.
- 2001 Port Charles – als Granya Thornhart - 11 afl.

- Gemeinsame Normdatei: 142098361
- Virtual International Authority File: 130944660
- WorldCat: E39PBJfxfHmyJJ6CvyTpqP8Qv3